# Dawna karczma w Brzostku

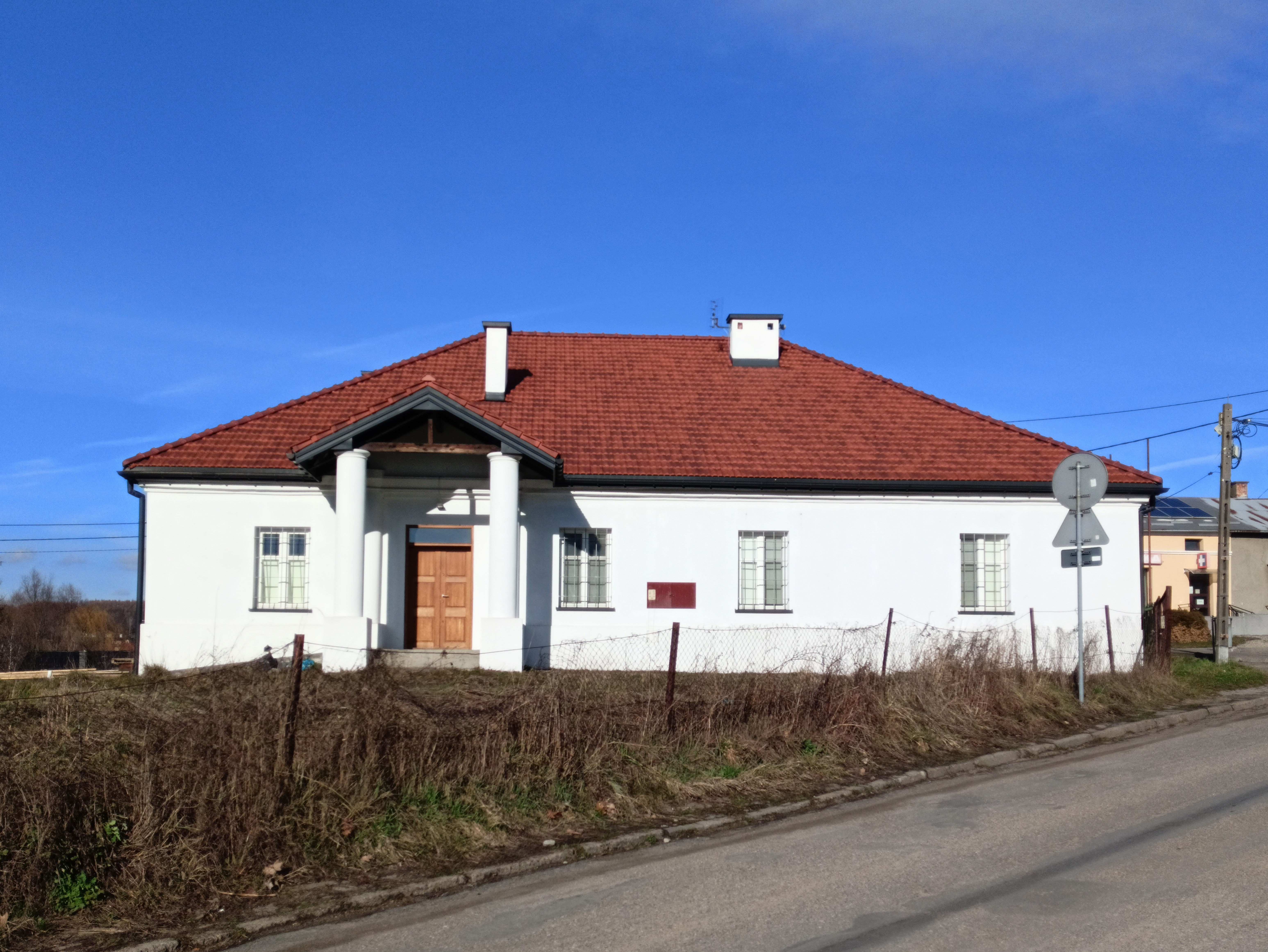
Elewacja wschodnia

Dawna karczma w Brzostku – zabytkowy klasycystyczny budynek, znajdujący się przy ul. Mickiewicza 2 w Brzostku. Powstał na początku XIX w., wybudowany został jako dworek rodziny Nałęcz-Mysłowskich. W XIX w. miała tu siedzibę poczta i Towarzystwo Zaliczkowe, a jedna z sal, w której odbywały się zebrania stowarzyszeń i organizacji społecznych oraz amatorskie przedstawienia, użytkowana była przez Towarzystwo Kasynowe.
W 1978 r. został wpisany do rejestru zabytków ówczesnego województwa tarnowskiego (nr rejestru A-153 z 11 marca 1978 r.), widnieje pod adresem Rynek 39 lub Rynek 2.

## Architektura
Dawna karczma to podpiwniczony, murowany z cegły i otynkowany jednokondygnacyjny budynek.
Obiekt wybudowano na planie prostokąta, na piaskowcowej podmurówce. Pokryty został czterospadowym dachem, z dachówką ceramiczną; ściany zwieńczone są gzymsem. Na osi elewacji południowej (frontowej) znajduje się portyk z daszkiem dwuspadowym, wsparty dwoma ceglanymi kolumnami toskańskimi. We wschodniej elewacji wybito boczne wejście z podobnym portykiem, a przy północnej elewacji jeszcze w latach 60. XX w. znajdowała się drewniana dobudówka.
Wnętrze trzytraktowe z trzynastoma pomieszczeniami – z korytarzem w głównej osi i dwoma rzędami pokojów ze sklepieniami klasztornymi po obu jego stronach. Stropy wykonane są z drewna.
Powierzchnia budynku wynosi 328 m², kubatura liczy 1345 m³.